# Museo nazionale etrusco Rocca Albornoz
Il Museo nazionale etrusco Rocca Albornoz è il museo archeologico della città di Viterbo, nel Lazio settentrionale, ed è dedicato principalmente all'archeologia etrusca. La Rocca Albornoz, sede del Museo Archeologico Nazionale, è appoggiata a una parte del percorso delle mura della città e domina la piazza sottostante sul quale si trova una fontana in peperino, progettata dal Vignola.
Dal dicembre 2014 il Ministero per i beni e le attività culturali lo gestisce tramite il Polo museale del Lazio, nel dicembre 2019 divenuto Direzione regionale Musei.

## Storia
Costruita nel 1354 dal cardinale Egidio Albornoz, la fortezza dopo una serie di distruzioni ha beneficiato di una ristrutturazione nel 1506 promossa dal papa Giulio II che ha chiamato il Bramante al fine di aggiungere il cortile e la fontana centrale. Dopo i danni della seconda guerra mondiale, la fortezza è stato recuperata tra il 1960 e il 1979 con il sostegno dalla Soprintendenza BAA del Lazio e dalla Soprintendenza Archeologica per l'Etruria Meridionale che l'ha trasformata in struttura museale.

## Descrizione
Il Museo nazionale etrusco è ospitato nella Rocca Albornoz, che si trova a Piazza della Rocca, nei pressi della Stazione Ferroviaria di Porta Fiorentina.
Al piano terra vi è una sezione sulla architettura etrusca dell'area di Viterbo compresi i pezzi archeologici recuperati a seguito degli scavi effettuati tra il 1956 e il 1965 dall'Istituto svedese di studi classici a Roma a San Giovenale e Acquarossa. Quest'ultimo, situato sul colle San Francesco vicino Ferento (protovillanoviano - . 500 aC) è stato strutturato nel periodo arcaico intorno ad un "palazzo" la cui terrecotte architettoniche sono attualmente conservati nella Rocca Albornoz (vii e il vi ° secolo), dove sono inseriti in una ricostruzione di case etrusche arcaiche. Gli oggetti e le terrecotte che decoravano le case e il tempio ricostruiti all'interno del museo, così come i reperti di mobili e di utensili di tutti i giorni, hanno contribuito a far comprendere gli ambienti interni ed esterni al di fuori delle aree archeologiche in cui sono state ritrovate.
Il piano intermedio di solito ospita mostre temporanee.
Il primo piano è dedicato ai centri etruschi di Musarna, con il famoso mosaico con iscrizione in alfabeto etrusco scoperto nelle terme, e Ferento per la sua "fase romana" con il suo ciclo di statue composto da otto muse e una copia del Pothos di Scopas che ornavano il teatro, risalente all'anno 150 circa, precedentemente conservato a Firenze.
Il secondo piano è in fase di ristrutturazione per l'esposizione di reperti archeologici dell'Etruria meridionale, di esposizione di materiali provenienti dalla zona delle necropoli rupestri e dell'area del lago di Bolsena.
Una sezione speciale è dedicata alla Tomba della Biga, scoperta a Ischia di Castro con tutto il suo corredo funerario, tra cui una Biga.

## Collezioni
- Case e reperti architettonici dal sito di Acquarossa
- Ciclo statuario delle Muse
- Copia del Pothos di Scopas
- Mosaici con iscrizioni etrusche
- Biga da Ischia di Castro